# Herbert Basedow

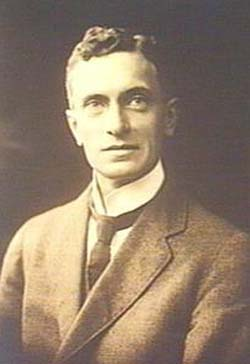
Herbert Basedow 1925

Herbert Basedow (* 27. Oktober 1881 in Kent Town, South Australia; † 4. Juni 1933 in Kent Town) war ein australischer Anthropologe, Geologe, Politiker, Mediziner und Entdecker.
Basedow wurde als jüngster Sohn des deutschen Lehrers Martin Peter Friedrich Basedow, der Erziehungsminister in der Regierung von William Morgan war, geboren. Herbert Basedow ging in einem Gymnasium in Hannover und im Prince Alfred College zur Schule, einer Schule für Bergbau, und anschließend zur University of Adelaide. Er studierte auch in Heidelberg, Göttingen, Breslau sowie in Zürich und schloss seine Studien mit einer Promotion ab.
Basedow bekam eine Anstellung in der geologischen Abteilung von South Australia, wo er Assistent des Regierungs-Geologen Henry Yorke Lyell Brown wurde. Er begleitete und führte mehrere Expeditionen und entwickelte ein Interesse für Aborigines, mit denen er auch einige Zeit lebte. 1903 war er Mitglied der Expedition Nord-West-Australiens von Lawrence Wells. 1909 verließ er die geologische Abteilung und übernahm 1911 die Position des Chief-Protector of Aborigines im Northern Territory, den er nach kurzer Zeit desillusioniert aufgab. 1925 veröffentlichte er The Australian Aboriginal, ein Band mit 400 Seiten und zahlreichen Bildern. Herbert Basedow führte zahlreiche Expeditionen durch. 1920 leitete er eine Expedition zur Spurensuche des verschollenen Entdeckers Ludwig Leichhardt. 1926 finanzierte und leitete Basedow die große Expedition in Australien, die als Mackay Expedition in die Geschichte einging. Auf dieser Forschungsreise begleitete ihn Donald George Mackay. Auf einer weiteren Expedition erreichte Basedow den Gulf of Carpentaria.
1927 bewarb sich Herbert Basedow um einen Sitz in der South Australian House of Assembly (Abgeordnetenhaus) für das Barossa Council als unabhängiger Kandidat. Er erhielt die meisten Stimmen und hatte den Sitz bis 1930 inne. Im April 1933 wurde er wieder gewählt. Er starb 1933 an einer tiefen Beinvenenthrombose in Kent Town.
Basedow war mit Olive Nell verheiratet, Tochter von A. C. Noyes, die ihn überlebte. Sie hatten keine Kinder. Sein Buch Knights of the Boomerang, Episodes from a Life Spent Among the Native Tribes of Australia wurde 1935 posthum veröffentlicht. Basedow war auch Autor verschiedener Artikel zur Anthropologie und Geologie.